# Дідріх Тельєс
Дідріх Ервінг Тельєс Куевас (ісп. Diedrich Erwing Téllez Cuevas, нар. 25 серпня 1983, Масая) — нікарагуанський футболіст, воротар національної збірної Нікарагуа та клубу «Ювентус Манагуа».

## Клубна кар'єра
У дорослому футболі дебютував 2010 року виступами за команду клубу «Дір'янхен», в якій провів два сезони.
Своєю грою за цю команду привернув увагу представників тренерського штабу клубу «Манагуа», до складу якого приєднався 2012 року. Відіграв за команду з Манагуа наступні чотири сезони своєї ігрової кар'єри.
До складу клубу «Ювентус Манагуа» приєднався 2016 року.

## Виступи за збірну
2012 року дебютував в офіційних матчах у складі національної збірної Нікарагуа.
У складі збірної був учасником розіграшу Золотого кубка КОНКАКАФ 2017 року в США.